# Mélissa Citrini-Beaulieu
Mélissa Citrini-Beaulieu (Saint-Constant (Québec), 12 giugno 1995) è una tuffatrice canadese.

## Biografia
Ai campionati mondiali di nuoto di Budapest 2017 ha vinto la medaglia d'argento nel trampolino 3 m sincro, gareggiando al fianco di Jennifer Abel. Le atlete canadesi sono state battute dalle cinesi Chang Yani e Shi Tingmao.

## Palmarès
- Giochi olimpici

Tokyo 2020: argento nel sincro 3 m
- Mondiali

Budapest 2017: argento nel sincro 3 m.
Gwangju 2019: argento nel sincro 3 m.